# Fernand Brosius
Fernand Brosius (Niederkorn, 1934. május 15. – 2014. január 14.) válogatott luxemburgi labdarúgó, hátvéd.

## Pályafutása

### Klubcsapatban
1953 és 1971 között a Spora Luxemburg labdarúgója volt.

### A válogatottban
1956 és 1965 között 15 alkalommal szerepelt a  luxemburgi válogatottban. Tagja volt az 1964-ben a Európai Nemzetek Kupájában a negyeddöntőig eljutó csapatnak.

## Sikerei, díjai
Luxemburg
- Európai Nemzetek Kupája
  - negyeddöntős: 1964